# Chicago Symphony Orchestra
La Chicago Symphony Orchestra (Orchestra Sinfonica di Chicago, indicata brevemente con la sigla CSO) è un'orchestra statunitense, con sede a Chicago, nell'Illinois ed è stata fondata nel 1891. È una delle cinque grandi orchestre statunitensi.

## Storia
Nel corso della sua storia sono stati direttori musicali dell'orchestra numerosi importanti musicisti fra cui: Rafael Kubelík, Fritz Reiner, Jean Martinon, Sir Georg Solti e Daniel Barenboim. Dal 2010 al 2013 è stata diretta dall'italiano Riccardo Muti.

## Premi e riconoscimenti
- Dal 1961 al 2009 l'orchestra ha vinto 20 Grammy Award for Best Orchestral Performance.
- Dal 1967 al 2011 la C.S.O. ha vinto 11 Grammy Award al miglior album di musica classica.
- Dal 1978 al 2011 il Chicago Symphony Chorus ha vinto 11 Grammy Award for Best Choral Performance.
- Dal 1961 al 2002 la CSO ha vinto 6 volte la Miglior interpretazione solista di musica classica con orchestra (Grammy).
- Dal 1986 al 1999 la CSO ha vinto 3 Grammy Award for Best Opera Recording.

## Formazione

### Direttori musicali
- 1891-1905 Theodore Thomas
- 1905-1942 Frederick Stock
- 1943-1947 Désiré Defauw
- 1947-1948 Artur Rodziński
- 1950-1953 Rafael Kubelík
- 1953-1962 Fritz Reiner
- 1962-1963 Fritz Reiner (anche consigliere musicale)
- 1963-1968 Jean Martinon
- 1968-1969 Irwin Hoffman
- 1969-1991 Sir Georg Solti
- 1991-2006 Daniel Barenboim
- 2010-2023 Riccardo Muti

### Direttori ospiti principali
- 1969-1972 Carlo Maria Giulini - direttore ospite principale
- 1982-1985 Claudio Abbado - direttore ospite principale
- 1995-2006 Pierre Boulez - direttore ospite principale
- 2006-2016 Pierre Boulez - direttore emerito
- 2006-2010 Bernard Haitink - direttore principale

## Discografia parziale
- Bach, Messa in si min. - Solti/Lott/Otter/Blochwitz/CSO & Chorus, 1990 Decca - Grammy Award for Best Choral Performance 1993
- Bartok, Capolavori orchestrali - Solti/CSO, 1980/1993 Decca
- Bartok, Conc. orch./Dance suite/Mus. archi, perc. - Solti/CSO, 1980/1989 Decca
- Bartok, Mandarino/Mus. archi perc. - Boulez/CSO, 1994 Deutsche Grammophon
- Bartók, Music For Strings, Percussion And Celesta/Hungarian Sketches - Reiner/Chicago Symphony, 1960 RCA Victor Red seal – Grammy Award for Best Orchestral Performance 1961
- Bartók, The Wooden Prince, Cantata Profana - Chicago Symphony Chorus and Orchestra/Aler/Tomlinson, 1992 Deutsche Grammophon - Grammy Award for Best Orchestral Performance e Grammy Award for Best Choral Performance e Grammy Award al miglior album di musica classica 1994
- Bartók, Concerto for Orchestra & Orchestral Pieces - Chicago Symphony Orchestra/Boulez, 1993 Deutsche Grammophon - Grammy Award for Best Orchestral Performance e Grammy Award al miglior album di musica classica 1995
- Bartók, Klavierkonzerte Piano Concertos Nos. 1 + 2 - Pollini/Chicago Symphony Orchestra/Abbado, Deutsche Grammophon - Miglior interpretazione solista di musica classica con orchestra (Grammy) 1980
- Bartók, Bluebeard's Castle - Norman/Polgár/Boulez/Chicago Symphony Orchestra, 1998 Deutsche Grammophon – Grammy Award for Best Opera Recording 1999
- Beethoven, Conc. pf. n. 1-5/Fant. corale - Brendel/Levine/CSO/Haitink, 1977/1983 Philips
- Beethoven, The Five Piano Concertos  - Ashkenazy/Solti/Chicago Symphony Orchestra, 1973 Decca – Miglior interpretazione solista di musica classica con orchestra (Grammy) 1974
- Beethoven, Symphony No. 9 - Chicago Symphony Orchestra/Solti, 1987 Decca - Grammy Award for Best Orchestral Performance 1988
- Beethoven, Missa Solemnis - Popp/Minton/Walker/Howell/Chicago Symphony Orchestra & Chorus/Solti/Hillis, 1978 London – Grammy Award for Best Choral Performance 1979
- Beethoven, The Symphonies - Chicago Symphony Orchestra/Solti, 1972/1974 London – Grammy Award al miglior album di musica classica 1976
- Berg Rihm, Violinkonzerte: Violinkonzert/Violin Concerto • »Gesungene Zeit/Time Chant« - Mutter/Chicago Symphony Orchestra/Levine, 1992 Deutsche Grammophon – Miglior interpretazione solista di musica classica con orchestra (Grammy) 1994
- Berlioz, Symphonie fantastique, Op. 14 – Solti/CSO, London - Grammy Award for Best Orchestral Performance e Grammy Award al miglior album di musica classica 1975
- Berlioz, La damnation de Faust - von Stade/Riegel/van Dam/Solti/CSO & Chorus, London - Grammy Award for Best Choral Performance 1983
- Brahms, The Symphonies - Chicago Symphony Orchestra/Solti, 1978/1979 London – Grammy Award for Best Orchestral Performance e Grammy Award al miglior album di musica classica 1980
- Brahms: Symphonies Nos. 1 & 2, Academic Festival Overture, Tragic Overture, Haydn Variations - Chicago Symphony Orchestra & Daniel Barenboim, 1994 Erato
- Brahms, A German Requiem - Variations On A Theme By Haydn - Chicago Symphony Orchestra & Chorus/Te Kanawa/Solti/Weikl/Hillis, 1979 London - Grammy Award for Best Choral Performance 1980
- Brahms, A German Requiem - Battle/Hagegård/Chicago Symphony Orchestra & Chorus/Hillis/Levine, 1984 RCA Red Seal – Grammy Award for Best Choral Performance 1985
- Brahms, Violin Concerto In D, Op. 77 - Perlman/Chicago Symphony Orchestra/Giulini – Grammy Award al miglior album di musica classica 1979
- Brahms, Concerto No. 2 - Richter/Chicago Symphony Orchestra/Leinsdorf, 1960 RCA Italiana – Miglior interpretazione solista di musica classica con orchestra (Grammy) 1961
- Bruckner, Sinf. n. 0-9 - Solti/CSO, London
- Bruckner, Symphony No. 6 - Chicago Symphony Orchestra/Solti, London – Grammy Award for Best Orchestral Performance 1981
- Bruckner, Sinf. n. 0-9/Te Deum/Salmo 150 - Barenboim/CSO, Deutsche Grammophon
- Chopin: Piano Concerto No. 2, Polonaise Op. 44 - Chicago Symphony Orchestra/Claudio Abbado/Ivo Pogorelich, 1983 Deutsche Grammophon
- Ciaikovsky, Romeo/Capriccio it./1812 - Barenboim/CSO, Deutsche Grammophon
- Ciaikovsky, Sinf. n. 4-6 'Patetica' - Solti/CSO, 1976/1987 Decca
- Tchaikovsky: 1812 Overture, March Slave, Romeo and Juliet, the Tempest - Chicago Symphony Orchestra & Claudio Abbado, 1985/1991 SONY BMG
- Ciaikovsky Mendelssohn, Conc. pf. n. 1 - Lang/Barenboim/CSO, 2003 Deutsche Grammophon
- Corigliano, Symphony No. 1 - Chicago Symphony Orchestra/Barenboim, 1990 Erato – Grammy Award for Best Orchestral Performance 1992
- Elgar, Violin Concerto • Violinkonzert - Perlman/Chicago Symphony Orchestra/Barenboim, 1982 Deutsche Grammophon – Miglior interpretazione solista di musica classica con orchestra (Grammy) 1983
- Gershwin, Rapsodia in blu/Americano - Levine/CSO, 1990 Deutsche Grammophon
- Gershwin, Rapsodia in blu/Americano/Prel. n. 2/Porgy & Bess Suite - Bernstein/LAPO/Levine/CSO, 1982/1990 Deutsche Grammophon
- Haydn, The Creation - Solti/Burrowes/Wohlers/Greenberg/Nimsgern/Morris, Decca - Grammy Award for Best Choral Performance 1984
- Ives, Symphony No. 1 - Gould/Chicago Symphony Orchestra, 1966 RCA Victor Red Seal – Grammy Award al miglior album di musica classica 1967
- Ives: Holidays (Symphony) - The Unaswered Question - Central Park In the Dark - Chicago Symphony Orchestra & Michael Tilson Thomas, 1988 SONY BMG
- Liszt, A Faust Symphony - Chicago Symphony Orchestra & Chorus/Solti, 1986 Decca – Grammy Award for Best Orchestral Performance 1987
- Mahler, Sinf. n. 1 - Solti/CSO, 1983 Decca
- Mahler, Sinf. n. 1 - Boulez/CSO, 1998 Deutsche Grammophon
- Mahler, Symphony No. 1 In D - Giulini/Chicago Symphony Orchestra, 1971 EMI/Angel – Grammy Award for Best Orchestral Performance 1972
- Mahler, Sinf. n. 1-9 - Solti/CSO, 1979/1983 Decca
- Mahler, Symphony No. 2 "Resurrection" - CSO/Solti, London - Grammy Award for Best Orchestral Performance e Grammy Award al miglior album di musica classica 1982
- Mahler, Sinf. n. 5 - Abbado/CSO, 1980 Deutsche Grammophon
- Mahler: Symphony No. 5 - Chicago Symphony Orchestra & Daniel Barenboim, 1998 TELDEC
- Mahler: Symphony No. 5 - Chicago Symphony Orchestra & Sir Georg Solti, 1991 Decca
- Mahler: Symphony No. 6 - Chicago Symphony Orchestra & Sir Georg Solti, 1970 Decca
- Mahler, Sinf. n. 7 - Abbado/CSO,  Deutsche Grammophon
- Mahler, Symphony No. 7 - Chicago Symphony Orchestra/Solti, 1971 Decca - Grammy Award for Best Orchestral Performance 1973
- Mahler, Levine Conducts Mahler: Symphony No. 7 In E Minor - Levine/Chicago Symphony Orchestra, 1982 Red Seal Digital – Grammy Award for Best Orchestral Performance 1983
- Mahler, Sinf. n. 8 - Solti/CSO/Harper/Popp/Auger, 1971 Decca - Grammy Award al miglior album di musica classica 1973 e Grammy Hall of Fame Award 1998
- Mahler, Sinf. n. 9 - Boulez/CSO, Deutsche Grammophon – Grammy Award for Best Orchestral Performance 1983
- Mahler, Symphonie Nr. 9 - Chicago Symphony Orchestra/Giulini, 1976 Deutsche Grammophon – Grammy Award for Best Orchestral Performance 1999
- Mahler, Symphony No. 9 - Solti/Chicago Symphony, London - Grammy Award for Best Orchestral Performance e Grammy Award al miglior album di musica classica 1984
- Mendelssohn Schubert, Sogno/Rosamunda - Levine/CSO, 1984 Deutsche Grammophon
- Mendelssohn - Bruch: Violin Concertos - Chicago Symphony Orchestra/Claudio Abbado/Shlomo Mintz, 2007 Deutsche Grammophon
- Mozart Haydn, Conc. corno n. 3/Conc. tromba - Clevenger/Herseth/Abbado/CSO, Deutsche Grammophon
- Moussorgsky, Pictures At An Exhibition - Chicago Symphony Orchestra/Kubelik, 1951 Naxos Classical Archives - Grammy Hall of Fame Award 1998
- Mussorgsky Ravel, Quadri di un'esposizione - Giulini/CSO, Deutsche Grammophon
- Orff, Carmina burana - Levine/CSO & Chorus/Anderson/Weikl, 1984 Deutsche Grammophon - Grammy Award for Best Choral Performance 1987
- Prokofiev, Alexander Nevsky/Lieut. Kijé - Abbado/LSO/CSO, Deutsche Grammophon
- Prokofiev, Romeo e Giul. (sel.)/Cenerentola - Solti/CSO, 2002 Decca
- Rossini: Overtures - Fritz Reiner & Chicago Symphony Orchestra, 1990 BMG/RCA
- Saint-Saens: Le Carnaval des Animaux, Organ Symphony - Chicago Symphony Orchestra/Daniel Barenboim/Martha Argerich/Nelson Freire, 2001 Deutsche Grammophon
- Schoenberg, Moses und Aron - Chicago Symphony Orchestra/Mazura/Langridge/Solti, 1985 Decca - Grammy Award for Best Opera Recording 1986
- Scriabin, Conc. pf./Prometeo/Poème - Ugorski/Boulez/CSO, 1995/1996 Deutsche Grammophon
- Shostakovich, Symphonies Nos. 1 & 7 "Leningrad" - Chicago Symphony Orchestra/Bernstein, 1989 Deutsche Grammophon - Grammy Award for Best Orchestral Performance 1991
- Shostakovich, Symphony No. 4 - Haitink/Chicago Symphony Orchestra, 2009 CSO Resound - Grammy Award for Best Orchestral Performance 2009
- Strauss, R., Vita d'eroe/Don Juan/Sinf. Alpi - Solti/WPO/CSO/Bayer. RSO, Decca
- Strauss, R., Also Sprach Zarathustra/Till Eulenspiegel/Don Juan - Chicago Symphony Orchestra/Solti, 1973/1975 Decca – Grammy Award for Best Orchestral Performance 1977
- Strauss: Also sprach Zarathustra - Chicago Symphony Orchestra & Pierre Boulez, 1998 Deutsche Grammophon
- Strauss, R., Wind Concertos - Barenboim/Clevenger/Combs/Klein/McGill/CSO, 1998 Teldec - Miglior interpretazione solista di musica classica con orchestra (Grammy) 2002
- Stravinsky, Uccello/Studi/Feu d'artifice - Boulez/CSO, 1992 Deutsche Grammophon
- Stravinsky, Uccello/Studi/Feu d'artifice/Petrouchka/Sagra della Primavera - Boulez/Cleveland/CSO, 1992 Deutsche Grammophon
- Varèse, Amérique/Arcana/Déserts/Ionis. - Boulez/CSO, 1995/1996 Deutsche Grammophon – Grammy Award for Best Orchestral Performance 2002
- Verdi, Cori da opere - Solti/CSO, 1989 Decca
- Verdi, Requiem - Solti/Chicago Symphony Orchestra & Chorus, 1977 RCA/BMG - Grammy Award for Best Choral Performance 1978
- Verdi, Messa da Requiem - Muti/Chicago Symphony Orchestra & Chorus/Frittoli/Borodina/Zeffiri/Abdrazakov, 2010 CSO Resound - Grammy Award for Best Choral Performance e Grammy Award al miglior album di musica classica 2011
- Verdi: Messa di Requiem - Chicago Symphony Chorus/Chicago Symphony Orchestra/Daniel Barenboim, 1994 Erato
- Verdi: Otello - Luciano Pavarotti/Kiri Te Kanawa/Leo Nucci/Chicago Symphony Orchestra/Sir Georg Solti, 1991 Decca
- Wagner, Die Meistersinger von Nürnberg - Opie/Heppner/Chicago Symphony Chorus & Orchestra/Van Dam/Mattila/Pape/Solti, 1997 Decca - Grammy Award for Best Opera Recording 1998